# NGC 1777
NGC 1777 ist die Bezeichnung eines offenen Sternhaufens im Sternbild Mensa. Das Objekt wurde am 26. November 1836 von John Herschel entdeckt.